# 巴巴多斯国徽
巴巴多斯國徽為盾徽，黃地，繪有榕戟和兩朵金鳳花。盾上方有頭盔，頂著舉起甘蔗的手臂。盾兩側分別由鯕鰍和鵜鶘守護著。綬帶上書有國家格言「自尊與勤勉」。